# Toulis-et-Attencourt
Toulis-et-Attencourt – miejscowość i gmina we Francji, w regionie Hauts-de-France, w departamencie Aisne.
Według danych na styczeń 2014 roku gminę zamieszkiwały 134 osoby, a gęstość zaludnienia wynosiła 17,6 osób/km².